# Forkos
Forkos (także Forkis, Forkys; gr. Φόρκος Phórkos, Φόρκυς Phórkys, łac. Phorcys) – w mitologii greckiej bóstwo morskie będące synem Gai i Pontosa. Jego żoną była jedna z jego sióstr – Keto. Wedle Teogonii Hezjoda z tego związku urodziły się trzy Forkidy zwane Grajami, dwa potwory morskie zwane Ketosami, trzy gorgony, Echidna i smok hesperyjski zwany Ladonem. Apollodoros w Bibliotece natomiast jako potomstwo Forkosa wymienia Skyllę.
Etymologia imienia Forkosa jest niejasna, jednakże biorąc pod uwagę, że imię jego żony Keto oznacza „wieloryb” lub „potwór morski”, on sam zapewne mógłby być kojarzony z fokami (gr. φώκη phṓkē).